# Zaostrowie
Zaostrowie – dawna osada. Tereny, na których był położony, leżą obecnie na Białorusi, w obwodzie witebskim, w rejonie postawskim, w sielsowiecie Komaje.

## Historia
W czasach zaborów w gminie Jasiewo, w powiecie święciańskim, w guberni wileńskiej Imperium Rosyjskiego.
Od 11 kwietnia 1922 osada leżała w Polsce, w województwie wileńskim, w powiecie święciańskim w gminie Jasiewo, od 1926 roku w powiecie postawskim, w gminie Postawy.
W 1931 w 1 domy zamieszkiwały 4 osoby.
Wierni należeli do parafii rzymskokatolickiej w Zadziewiu. Miejscowość podlegała pod Sąd Grodzki w Postawach i Okręgowy w Wilnie; właściwy urząd pocztowy mieścił się w Postawach.
W 1938 roku miejscowość należała do gromady Antonowo gminy Postawy.
W wyniku napaści ZSRR na Polskę we wrześniu 1939 miejscowość znalazła się pod okupacją sowiecką. 2 listopada została włączona do Białoruskiej SRR. 